# Школа информации вооружённых сил
Школа информации вооруженных сил или Школа информационной службы вооружённых сил (англ. Defense Information School (DINFOS)) — школа Министерства обороны США, расположенная в Форт-Мид, штат Мэриленд. Готовит профессиональных журналистов, фотожурналистов, фотографов, специалистов по телерадиовещанию, связи с общественностью, литографии, обслуживанию оборудования, работе в различных видах средств массовой информации для вооружённых сил США и других стран. В Школе учатся военнослужащие и гражданский персонал всех видов вооружённых сил США, а также международные военные специалисты. Американский совет по образованию (American Council on Education) рекомендует большинство курсов Школы.

## История
Школа информации сухопутных войск («Army Information School») создана в январе 1946 году на военной базе «Карлайлские казармы» («Carlisle Barracks») в боро Карлайл («Carlisle»), штат Пенсильвания.
В 1948 году с ней объединились Школы других видов вооруженных сил и была образована Школа информации вооруженных сил, которая после объединения переместилась в Форт-Слокам (Fort Slocum), штат Нью-Йорк.
3 января 1951 году утверждён первоначальный герб Школы информации, в центре которого было 3 звезды, символизирующими сухопутные войска, военно-воздушные силы и военно-морской флот. Над звёздами располагалась лампа, означающая познание и показывающая главную задачу Школы. Впоследствии звезды с герба Школы были убраны, но лампа осталась до сих пор.
В 1964 году объединённая школа была расформирована из-за неправильной регистрации организации и помощник министра обороны по связям с общественностью (Assistant Secretary of Defense for Public Affairs) Артур Сильвестр (Arthur Sylvester) зарегистрировал Школу под названием DINFOS (Defense Information School).
В 1965 году DINFOS переехала в Форт-Гаррисон (Fort Benjamin Harrison), недалеко от Индианаполиса, штат Индиана. В Форт-Гаррисоне Школа работала до 1995 года, после чего она была переведена в Форт-Мид, штат Мэриленд.
С 1964 по 1973 годы Школа находилась под административным контролем заместителя начальника штаба сухопутных войск по кадрам (Deputy Chief of Staff for Personnel). В июле 1973 года с целью освободить штаб от излишних повседневных задач и свести все учебные заведения сухопутных войск под единое управление Школа информации была передана под контроль Командования боевой подготовки и разработки доктрин сухопутных войск США (United States Army Training and Doctrine Command).
В 1990 году Школа информации прошла сертификацию американского общества по связям с общественностью.
В 2008 году был разработан план по расширению территории Школы и в 2012 году был открыт южный кампус, площадью 88 тысяч кв. футов (8175 кв. метров).
В январе 2016 года Школа информации открыла новое крыло площадью 80 тысяч кв. футов (7432 кв. метров). Также было реконструировано существующее здание Школы площадью 60 тысяч кв. футов (5574 кв. метров) и мемориальная библиотека штаб-сержанта Пола Саванака (Staff Sgt. Paul Savanuck Memorial Library). Школа также запустила беспроводную связь, закупила планшеты для студентов и увеличила объём часов онлайн-обучения. После открытия нового крыла Школа информации получила возможность одновременно обучать около 3000 студентов.
На церемонии открытия с речью выступил помощник государственного секретаря по связям с общественностью и пресс-секретарь Государственного департамента США контр-адмирал ВМС США Джон Кёрби и назвал Школу информации «жемчужиной в короне» военных общественных коммуникаций («crown jewel» of military communications).
В 2018 году по решению командования Сухопутных войск после 11-летнего перерыва в Школе информации восстановлена должность сержанта-инструктора (drill sergeant). Сержант-инструкторы или строевые сержанты обучают новобранцев воинской дисциплине, выправке, учат их следить за своим внешним видом и одеждой.

## Учебные курсы

### Связи с общественностью (PR)
Специалисты по связям с общественностью министерства обороны США направляются в Школу информации в звании «капитан» — «майор», где проходят 9-месячное обучение. Обучение предусматривает изучение работы в пресс-центре, издательское дело и т. п. На знаках отличия специалистов по связям с общественностью вооружённых сил США изображён вертикально поднятый меч, уложенный на пересечённые перо и молнию. Фоном служит золотой диск диаметром один дюйм.
- Средний курс специалиста по связям с общественностью (Intermediate Public Affairs Specialist Course). Курс обучает управлению общественными коммуникациями внутри организации (Communications management), отношению со СМИ и обществом, другим специальные вопросам.
- Объединённый курс по связям с общественностью в непредвиденных обстоятельствах (Joint Contingency Public Affairs Course). Курс обучает построению коммуникационной стратегии и осуществление связей с общественностью в условиях непредвиденных обстоятельств.
- Объединённый средний курс по связям с общественностью (Joint Intermediate Public Affairs Course). Курс обучает антикризисному управлению при проведении глобальных операций, совершенствует стратегическое мышление и навыки планирования.
- Курс по связям с общественностью для иностранных студентов (Public Affairs Course for International Students). Курс даёт базовые знания и навыки военному и гражданскому персоналу из стран-партнёров. Курс преподаётся с учётом национальных культурных особенностей (culture-neutral manner).
- Курс по специальности «Связи с общественностью» и «Коммуникационная стратегия» (Public Affairs & Communication Strategy Qualification Course). Курс обучает базовым знаниям в области связей с общественностью специалистов Министерства обороны, правительственных агентств США и иностранных государств. Уделяется большое внимание планированию коммуникаций в организации, принципам и методам коммуникационных стратегий, а также встраиванию общественных коммуникаций в военное планирование и военные операции. Курс может преподаваться также в виде распределённого обучения для граждан США и для иностранцев (Advanced Distributed Learning — Resident и Advanced Distributed Learning — Non-Resident).

 Курс, доступный только военнослужащим ВС США
- Курс по связям с общественностью для специалистов береговой охраны (Coast Guard Public Affairs Course). Курс обучает базовым знаниям по массовым коммуникациям и внешним связям на уровне подразделения, учит руководить внешними связями и работать в рамках объединённого информационного центра (joint information center (JIC))

### Журналистика
- Курс управления контентом (Content Management Course) — обычное и распределённое обучение (Distributed Learning). Курс готовит редакторов и контент-менеджеров для всех коммуникационных продуктов. На курсе изучают современные теории и практики в области макета и дизайна, журналистики, создания изображений, графики и использования возможностей Интернета.
- Курс управления цифровыми мультимедийными данными (Digital Multimedia Course). Курс обучает принципам создания и интеграции текста, графики, звука, анимации и полноэкранного видео в мультимедийные и веб-пакеты.
- Средний курс создания видеороликов (Intermediate Motion Media Course). Выпускники готовятся для профессиональной работы в области видеорассказа и видеопроизводства. Курс расширяет навыки в создании повествовательной и неповествовательной видеопродукции и знакомит с современными методами её создания.
- Средний курс фотожурналистики (Intermediate Photojournalism Course). Курс знакомит журналистов и фотографов с теориями коммуникации и обучает их современным передовым методам фотожурналистики. На курсе изучают визуальную и письменную теорию коммуникации, взаимосвязь письма и фотографии, написание новостей и статей, принципы дизайна, вспомогательное фотографическое оборудование и методы.

 Курсы, доступные только военнослужащим ВС США
- Курс «Основы массовой коммуникации» (Mass Communication Foundations Course). Курс обучает навыкам, необходимым для работы в области связей с общественностью (PR, пиар), так и в области визуальной информации. Студентов учат правильно задавать вопросы, выявлять проблемы, находить правильный подход к другим людям во время общения. Они изучают основы английского языка и журналистики и учатся их применять при создании новостей, повествований, субтитров и сценариев.
- Курс «Основы массовой коммуникации» — вещательная журналистика (MCF — Broadcast Journalism). Студенты изучают принципы вещательной журналистики и видеопроизводства, цели и характеристики повествования, методы и инструменты, которые рассказчик использует для связи с аудиторией. Также студенты совершенствуют свои письменные навыки написания новостей, сценариев, текстов для радио- и телевизионных передач.
- Курс «Основы массовой коммуникации» — графический дизайн (MCF — Graphic Design). Студенты изучают принципы и элементы дизайна для создания визуальных тем и изображений, применения фирменного стиля в процессе проектирования, приобретают навыки создания иллюстраций и макетов страниц.
- Курс «Основы массовой коммуникации» — визуальная документация (MCF — Visual Documentation). Курс учит навыкам захвата подвижного и неподвижного изображения в экстремальных условиях, таких как экспедиционные, гуманитарные и боевые операции. Курс включает обучение документированию боевых повреждений, съёмке в исследовательских, медицинских и разведывательных целях, использование камеры с прибором ночного видения. Курс включает в себя два раздела «визуальная документация — фотография» (MCF — Visual Documentation — Photography) и «визуальная документация — видеография» (MCF — Visual Documentation — Videography)
- Курс «Основы массовой коммуникации» — письмо (MCF — Writing). Студентов учат написанию научно-популярных текстов, рассказов, историй, проведению интервьюирования.

### Визуальная информация
- Курс фото- и видеосъёмки боевых действий — для руководителей (Combat Camera Leadership Course). Курс обучает офицеров и сержантов ведению фото- и видеосъёмки боевых действий, разработки планов оперативной поддержки, планированию и организации данной деятельности в рамках Министерства обороны.
- Курс управления визуальной информацией (Visual Information Management Course) — обычное и распределённое обучение (Distributed Learning). Курс предоставляет углубленное изучение обязанностей, необходимых для управления визуальной информацией. Студенты изучают нормативные документы и политики Министерства обороны по визуальной информации, процесс её создания, управление визуальной информацией в условиях непредвиденных обстоятельств, совместных операций, информационной деятельности, а также при фото- и видеосъёмке боевых действий.

### Обслуживание оборудования
- Общий курс обслуживания телевизионного оборудования (Basic Television Equipment Maintenance Course). Студенты изучают теоретические основы радиоэлектроники, принципы поиска и устранения неисправностей, применяют полученные знания при ремонте и обслуживании радио- и телевизионного оборудования.
- Курс обслуживания телерадиовещательного оборудования (Broadcast Radio/Television System Maintenance Course). Курс предоставляет углублённое изучение устройства телерадиопередающего оборудования и применения знаний при обслуживании компьютеров и компьютерных сетей, радиоэлектронного оборудования, видео- и фотокамер, конференц-залов, студий и передающих центров.

## Известные выпускники
- Санни Андерсен (Sunny Anderson)[12] — ведущая телеканала Food Network.
- ЛуЭнн Джонсон (LouAnne Johnson)[13] — американский писатель, учитель и журналист, выпускница 1974 года.
- Стивен Дойг (Stephen Doig)[13] — американский журналист, профессор журналистики Университета штата Аризона, лауреат Пулицеровской премии 1990 года, выпускник 1973 года.
- Уолтер Мондейл[13] — вице-президент США 1977—1981 гг., выпускник 1952 года.
- Кларенс Пейдж (Clarence Page)[13] — американский журналист, колумнист газеты Chicago Tribune, лауреат Пулицеровской премии 1989 года, выпускник 1970 года.
- Лес Пейн (Les Payne)[13] — американский журналист, редактор и колумнист газеты Newsday, основатель Национальной ассоциации чёрных журналистов (National Association of Black Journalists), лауреат Пулицеровской премии 1974 года, выпускник 1966 года.
- Джон Розуэлл Кэмп (John Roswell Camp)[13] — американский журналист, писатель, лауреат Пулицеровской премии 1986 года, выпускник 1967 года.

## Интересные факты
Выпускников Школы информации неофициально называют «вышколенные убийцы Школы информации» («DINFOS Trained Killers»).

## Примечание
1. 1 2 3  «Fort Meade: DINFOS officially opens new wing» Архивная копия от 11 августа 2020 на Wayback Machine («Форт-Мид: Школа информации официально открыло новое крыло»), газета Capital Gazette, 22 марта 2016 г.
2. ↑  Судзиловский. A-L, 1987, с. 340.
3. ↑  «DINFOS History» («История Школы»), Архивировано 19 февраля 2014 года., Школа информации вооруженных сил, 19 февраля 2014 г.
4. ↑  «ACE Military Guide» Архивная копия от 9 июня 2019 на Wayback Machine («Военный справочник»), Американский совет по образованию («American Council on Education»), 22 января 2014 г.
5. ↑  Welcome to the Defense Information School, 1987, с. 3.

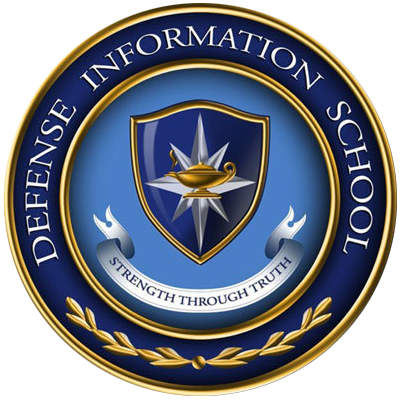
Герб Школы информации вооруженных сил

6. ↑  Defense Information School, 1991, с. 2.
7. ↑  Barry Jason Stein, Peter Joseph Capelotti. U.S. Army Heraldic Crests: A Complete Illustrated History of Authorized Distinctive Unit Insignia. — Univ of South Carolina Press, 1993. — 461 с.
8. ↑  Welcome to the Defense Information School, 1987, с. 2.
9. 1 2  Defense Information School, 1991, с. 3.
10. ↑  «DINFOS soldiers get Moore: Army reintroduces drill sergeants to AIT after 11 years» Архивная копия от 18 июля 2018 на Wayback Machine («Солдаты Школы информации получили Мура: Сухопутные войска»), DVIDS, 29 мая 2018 г.
11. ↑  Владимир Иванович Газетов. «Служба PR в вооружённых силах США» Архивная копия от 23 января 2022 на Wayback Machine, журнал Власть, июль 2009 г.
12. ↑  «DINFOS graduates reflect their careers panel discussion» («Выпускники Школы информации размышляют о своей карьере. Панельная дискуссия»), газета сообщества Форта-Мид Soundoff, 29 ноября 2014 г.
13. 1 2 3 4 5 6  Holds Inaugural Hall of Fame Induction" Архивная копия от 23 января 2022 на Wayback Machine («Школа информации вооруженных сил проводит торжественное открытие Зала славы»), сайт Армии США, 27 марта 2013 г.
14. ↑  «Defense Information School closes after family member tests positive for COVID-19» Архивная копия от 25 сентября 2020 на Wayback Machine («Школа информации закрыта после того, как в семье одного из её членов получили положительный тест на КОВИД-19»), электронная газета Task & Purpose, 30 марта 2020 г.

### Социальные сети
- Школы информации вооруженных сил (англ.)
- Официальная страница Школы информации вооруженных сил (англ.) в социальной сети Facebook
- Школа информации вооруженных сил  (англ.) на сайте Instagram

### Перевод военных терминов
- Судзиловский Г. А. Англо-русский военный словарь: около 70000 терминов. Том 1. A-L. — 3-е. — М.: Воениздат, 1987. — 655 с.
- Судзиловский Г. А. Англо-русский военный словарь: около 70000 терминов Том 2. M-Z. — 3-е. — М.: Воениздат, 1987. — 688 с.